# Keiferia brunnea
Keiferia brunnea är en fjärilsart som beskrevs av Povolny 1973. Keiferia brunnea ingår i släktet Keiferia och familjen stävmalar. Inga underarter finns listade i Catalogue of Life.